# 東広島市立黒瀬中学校
東広島市立黒瀬中学校（ひがしひろしましりつ くろせちゅうがっこう）は、広島県東広島市黒瀬町丸山にある公立中学校。通称は「黒中」。

## 概要
東広島市の南西部にある。昭和50年頃から校区の宅地造成が急激に進み、県下有数の大規模校となっている。しかし近年では生徒数はやや減少傾向にある。

## 沿革
- 1947年4月1日 中黒瀬村・乃美尾村・上黒瀬村三ヶ村学校組合立黒瀬中学校として設立。
- 1955年4月1日 城南中学校下黒瀬教場を黒瀬中学校下黒瀬分校と改称。
- 1963年-65年 新校舎建設工事。
- 1965年4月1日 下黒瀬分校を統合。
- 1990年4月 制服を改めブレザーとする
- 1996年-98年 新校舎増改築。

## 学校行事
- 4月 - 入学式
- 9月 - 運動会
- 10月 - 文化祭
- 12月 - 修学旅行（2年）
- 3月 - 卒業式

## 部活動

### 運動部
- バスケットボール部（男・女）
- ソフトテニス部（男・女）
- 陸上部（男・女）
- 女子バレーボール部
- サッカー部
- 野球部
- 卓球部（男・女）
- 剣道部
- 柔道部

### 文化部
- 吹奏楽部 (吹奏楽コンクール の 記録)
- 家庭科部
- 総合芸術部(英語部と合併)
- 技術部

## 通学区域
- 東広島市黒瀬町

## 進学前小学校
- 東広島市立上黒瀬小学校
- 東広島市立中黒瀬小学校
- 東広島市立下黒瀬小学校
- 東広島市立板城西小学校
- 東広島市立乃美尾小学校

## 交通
- JRバス中国[2]「黒瀬中学校前」バス停より徒歩5分
  - 西条線：西条駅 - （西条農高前経由 / 広島大学経由 / 東広島駅経由） - 黒瀬中学校 - 広島国際大学方面 / 広交叉点・呉駅方面

## 主な卒業生
- 藤本哲子 - 柔道選手

堀正樹 陸上選手
渡邊裕子 陸上選手